# Saison 2005-2006 des Girondins de Bordeaux
Maillots
Dernière mise à jour : 31 octobre 2012.
Chronologie
Saison précédente Saison suivante
La saison 2005-2006 des Girondins de Bordeaux est la 14e saison consécutive du club en première division du championnat de France, et la 58e au sein de l'élite du football français.
Pour cette saison, le club est entraîné par le Brésilien Ricardo, tandis qu'il est présidé par Jean-Louis Triaud. Ricardo succède ainsi à Éric Bedouet, qui avait remplacé en mai 2005 l'ancien entraîneur Michel Pavon à la suite de ses problèmes de santé.
En championnat, la saison commence sur les chapeaux de roue, avec notamment trois victoires en quatre matchs. S'ensuivit une série d'invincibilité de dix matchs mais pauvre en victoires : six matchs nuls pour seulement quatre matchs gagnés. De la 15e à la 20e journée, les Girondins se retrouvent dans une spirale négative avec deux défaites, trois matchs nuls et une seule victoire. Puis, le club réalise une performance de haute volée, avec 8 victoires et 3 matchs nuls en onze matchs. La fin de saison est mitigée, avec deux défaites, trois matchs nuls et deux victoires.
En coupe de France, les Girondins sont éliminés en 8es de finale par le Montpellier HSC, sur le score de 1-0.
En coupe de la Ligue, Bordeaux trébuche sur l'OGC Nice en quarts de finale, futur finaliste de la compétition. Ils sont éliminés sur le score de 2 buts à 1.
Le club conquiert la 2e place du classement dès la 21e journée et ne la lâche jamais. Cette deuxième place est synonyme de qualification directe pour la Ligue des champions. Elle fait suite à une quinzième place en 2004, où les Girondins avaient lutté pour le maintien jusqu'à la toute dernière journée du championnat.

## Avant-saison

### Transferts

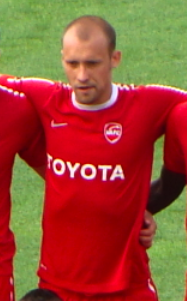
Renaud Cohade, ici en 2010, est prêté au FC Sète.

Le mercato d'été 2005 est marqué par l'arrivée de Ricardo au poste d'entraîneur qui s'engage le 17 juin 2005 avec les Girondins. Il s'agit du premier technicien étranger dirigeant à Bordeaux depuis l'Allemand Gernot Rohr en 1996 et du second sud-américain après l'Argentin Luis Carniglia entre 1978 et 1980. Il choisit comme adjoint Patrick Colleter qu'il a côtoyé au Paris St-Germain en tant que joueur, Colleter a pour sa part évolué aux Girondins de 1996 à 1997.
L'arrivée du technicien brésilien va coïncider avec la venue de six joueurs sud-américains. L'exemple le plus marquant est celui de Denilson, champion du monde 2002 avec le Brésil qui s'engage avec Bordeaux pour un an (plus une année d'option) à la fin du mercato, le 23 août 2005 en provenance du Betis Seville. Si le nom de Denilson est bien connu des supporters girondins, celui des trois autres sud-américains transférés à Bordeaux l'est moins puisqu'ils vont connaître pour leur part leur première expérience en Europe.
La première recrue de la saison est Vladimir Smicer qui s'engage le 13 juin 2005 avec les Girondins alors que Ricardo n'a pas encore été nommé entraîneur. Le milieu de terrain tchèque âgé de 32 ans arrive en provenance de Liverpool où il vient de remporter la Ligue des champions en inscrivant notamment l'un des trois buts pour son équipe lors de la finale face au Milan AC. Smicer est suivi par un autre joueur de Liverpool, Bruno Cheyrou. En prêt à l'Olympique de Marseille lors de la saison 2004-2005, il est à nouveau prêté par le club de la Mersey chez les Girondins pour un an avec option d'achat le 28 juin 2005.

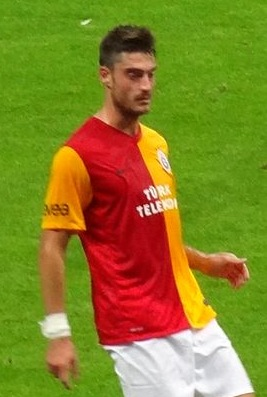
Albert Riera, ici en 2011, est transféré à l'Espanyol Barcelone.

Durant ce mercato, l'effectif des Girondins est profondément remanié et connait ainsi une vague importante de départs. Prêtés la saison passée, Marco Caneira et Pascal Feindouno sont ainsi transférés définitivement, respectivement du côté du FC Valence et de l'AS St-Étienne. Une année après son arrivée, Michális Kapsís qui n'a pas convaincu en Gironde retourne en Grèce, le champion d'Europe 2004 s'engage avec l'Olympiakos le 5 juillet 2005. Les Girondins essuieront également les départs d'Albert Riera qui n'a pas réellement convaincu pour l'Espanyol Barcelone le 8 juillet 2005 et de Camel Meriem qui s'engage avec l'AS Monaco le 11 juillet 2005. D'une manière générale, les joueurs n'ayant pas convaincu à Bordeaux sont amenés à quitter le club. C'est le cas de Deivid qui ne s'est jamais imposé et qui est transféré au Sporting Lisbonne, de Cyril Rool qui s'engage avec l'OGC Nice une année après son arrivée ou encore de Kalu Uche dont l'option d'achat ne sera pas levée et qui retourne donc au Wisla Cracovie.
C'est après cette vague de départs qu'arrivent les recrues souhaitées par Ricardo. Les premiers à s'engager avec le club, le 18 juillet 2005, sont l'attaquant Edixon Perea et le milieu Alejandro Alonso, deux inconnus pour les supporters girondins qui débarquent de l'Atlético Nacional en Colombie pour l'un et de l'Atlético Huracan en Argentine pour l'autre. Le 22 juillet 2005, c'est un Brésilien évoluant déjà en Europe qui s'engage avec les Girondins. Le milieu relayeur Fernando est en effet prêté pour un an avec option d'achat par le club italien de Sienne. Enfin, à la recherche d'un défenseur central après les départs de Kapsis, Rool ou encore Gérald Cid prêté à Istres, Bordeaux enrôle le 3 août 2005 Henrique qui aura la lourde charge d'évoluer aux côtés de Marc Planus pour sa première saison européenne. Il ne débarque pas pour autant en terre inconnue puisqu'il a déjà été sous les ordres de Ricardo au Flamengo d'où il arrive. Enfin, les Girondins de Bordeaux ont aussi enregistré l'arrivée de l'attaquant Laurent Leroy alors que Deivid quittait le club. Sans club depuis son départ de Cannes, il s'entraînait depuis quelque temps avec le groupe avant d'avoir convaincu l'entraîneur girondin de l'enrôler.
Bordeaux peaufinera son recrutement durant le mercato d'hiver. Afin de pallier les éventuelles blessures en défense, Beto, le capitaine du Sporting Lisbonne et international portugais s'engage pour deux saisons et demie avec les Girondins le 23 janvier 2006. Du côté des départs, Laurent Leroy ne sera finalement pas parvenu à s'imposer en attaque et s'engage ainsi avec Créteil-Lusitanos dès les premiers jours du mercato.

### Objectif du club
Les trois saisons qui précèdent l'exercice 2005-2006 ont vu une régression constante de l'équipe girondine en championnat, en termes de classement, passant de la quatrième place en 2003 à la quinzième en 2005, et de points, le FCGB ayant obtenu 64 unités en 2003 et vingt de moins en 2005. Ces deux saisons ratées suscitent de nombreuses réactions chez les joueurs girondins :

« On ne parvient toujours pas à expliquer ce qui nous est arrivé. »

— Marouane Chamakh

« On essaye de ne plus y penser mais on va s'en servir comme d'une leçon. L'année dernière, on a appris beaucoup de choses. »

— Rio Mavuba
Le nouvel entraîneur Ricardo fait le même constat :

« Au départ, j'ai senti dans le regard des joueurs qu'ils n'étaient pas bien, qu'ils avaient vécu quelque chose de difficile. Le groupe était touché, triste. J'ai positivé mon discours lors des entretiens individuels pour leur redonner confiance. Les bonnes et les mauvaises expériences comptent, on va s'en servir pour avancer, en sortir plus fort. Il n'y aura pas de troisième mauvaise saison. »

— Ricardo
D'après Ricardo, Mavuba et Chamakh, les Girondins visent « le premier tiers du championnat » pour cette saison. Le défenseur Marc Planus confirme les ambitions du club :

« J'espère que la mayonnaise prendra mieux que l'année dernière. Une nouvelle année de transition signifierait reporter nos ambitions à plus tard. »

— Marc Planus

### Préparation d'avant-saison
Le second match de préparation a lieu à Dax face au Paris Saint-Germain, et se solde par une victoire des Girondins deux buts à zéro. Quatre jours plus tard, les Marine et Blanc se rendent chez le Valence CF, où ils retrouvent leur ancien coéquipier Marco Caneira. Le FCGB remporte le match par la plus petite des marges, 1-0.
Lors du cinquième match de préparation, les Girondins affrontent le club anglais de Portsmouth à Tarnos. La rencontre se termine par trois buts à un en faveur du FCGB. Quatre jours plus tard, le club bordelais se déplace à Bolzano pour affronter l'Inter Milan. Après avoir été menés 2-0, les Girondins reviennent grâce à Vladimír Šmicer, mais le score s'arrête à deux buts à un pour Milan.

## Compétitions

### Championnat
La saison 2005-2006 de Ligue 1 est la 68e édition du championnat de France de football et la quatrième sous l'appellation « Ligue 1 ». La division oppose vingt clubs en une série de trente-huit rencontres. Les meilleurs de ce championnat se qualifient pour les coupes d'Europe que sont la Ligue des Champions (le podium) et la Ligue Europa (le quatrième et les vainqueurs des coupes nationales). Les Girondins de Bordeaux participent à cette compétition pour la 58e fois de leur histoire et la 14e consécutive depuis la saison 1992-1993.
Les relégués de la saison précédente, le Stade Malherbe Caen, le SC Bastia et le FC Istres, sont remplacés par l'AS Nancy-Lorraine, champion de Ligue 2 en 2004-2005, le Mans UC 72, trois points derrière Nancy, et l'ESTAC Troyes qui accède à l'élite du football français après deux saisons en Ligue 2.

#### Un bon début de saison - Journées 1 à 4

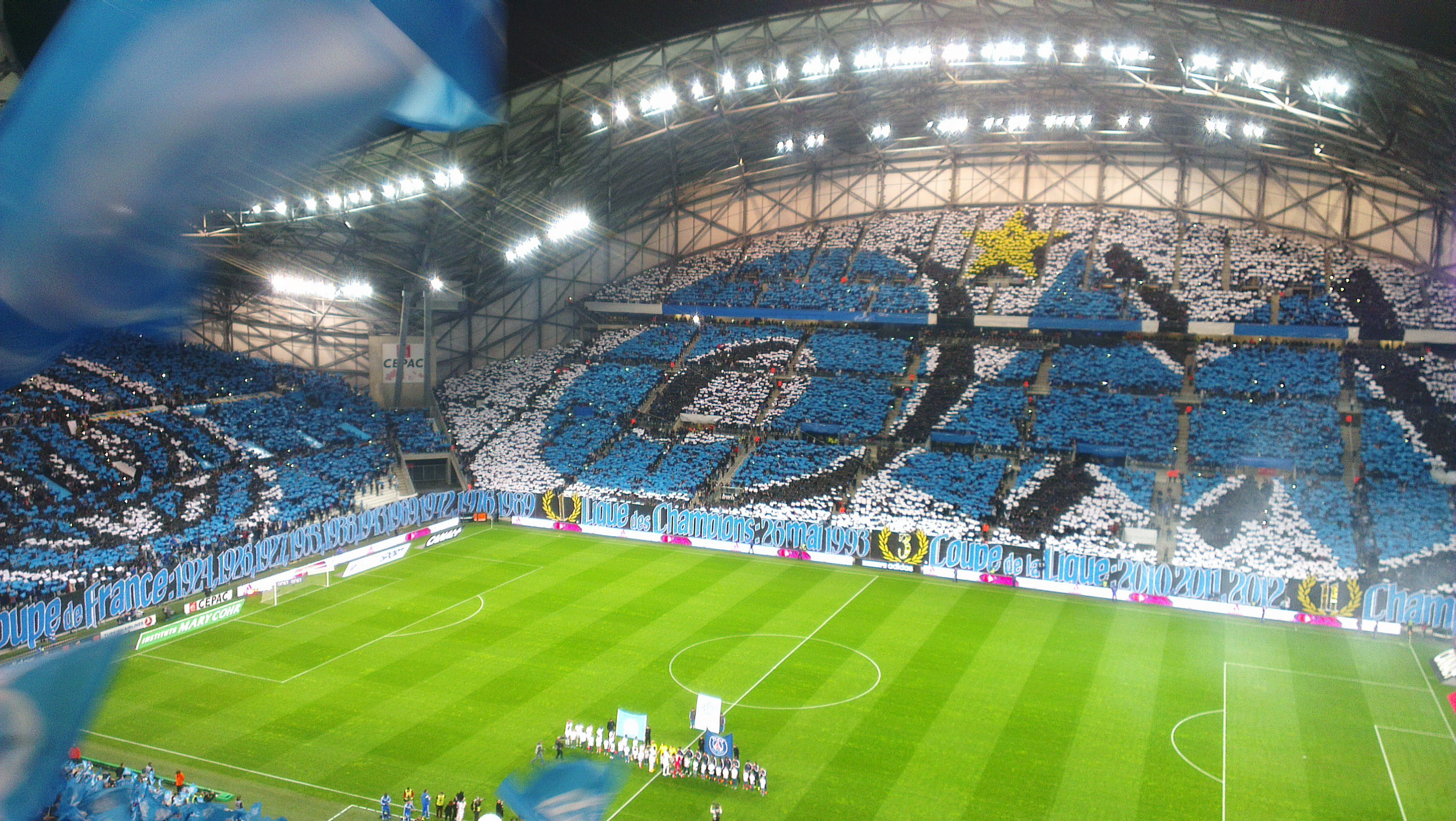
Le premier match officiel de la saison des Girondins a lieu au stade Vélodrome, enceinte de l'Olympique de Marseille.

Le FCGB débute officiellement sa saison le 30 juillet 2005 par un déplacement chez l'Olympique de Marseille, candidat sérieux aux places européennes. Lors de la première période, les Bordelais concrétisent leur domination avec un but de Julien Faubert à la suite d'un centre de Jean-Claude Darcheville. À la 54e minute, les Marseillais se retrouvent à dix après l'expulsion du défenseur Frédéric Déhu. En toute fin de match, Darcheville va une nouvelle fois délivrer une passe décisive, mais cette fois-ci à Pierre Ducasse. Le score en restera à 2-0 pour les Girondins.
La rencontre suivante, la réception au stade Chaban-Delmas de l'AS Nancy-Lorraine se solde par une victoire des Marine et Blanc un but à zéro. Le seul but de la rencontre est marqué par Marouane Chamakh. Sur un ballon récupéré par Marc Planus, Bruno Cheyrou fait une passe en profondeur pour Faubert qui centre pour Chamakh ; ce dernier trompe le gardien nancéien Gennaro Bracigliano.
Au stade de l'Abbé-Deschamps, terrain de jeu de l'AJ Auxerre, le FCGB concède sa première défaite de la saison. Le seul but du match est signé Luigi Pieroni, qui marque grâce à un lob trompant Ulrich Ramé.
Pour le compte de la quatrième journée, les Girondins reçoivent l'AS Monaco, qui a le même nombre de points que Bordeaux. Les Girondins remportent le match 1-0 grâce à un coup franc direct de Cheyrou, sur lequel le gardien monégasque Guillaume Warmuz reste sans réaction.
Après les quatre premières journées du championnat, le FCGB est à la quatrième place du classement, un point derrière les deux premiers, le Paris Saint-Germain et l'Olympique lyonnais. Les deux clubs totalisent trois victoires et un match nul chacun. Le PSG a concédé ce match nul sur la pelouse de l'ESTAC Troyes, tandis que le seul score de parité obtenu pas les Lyonnais a eu lieu sur la pelouse de l'Olympique de Marseille.

#### Premiers matchs nuls - Journées 5 à 8
Lors de la cinquième journée, le FCGB se rend chez le RC Strasbourg. Les Girondins se rendent sur un terrain défavorable puisqu'ils leur dernière victoire face à Strasbourg en championnat remonte à la saison 2000-2001. Dans cette rencontre fermée, aucune équipe n'arrive à trouver le chemin des filets.

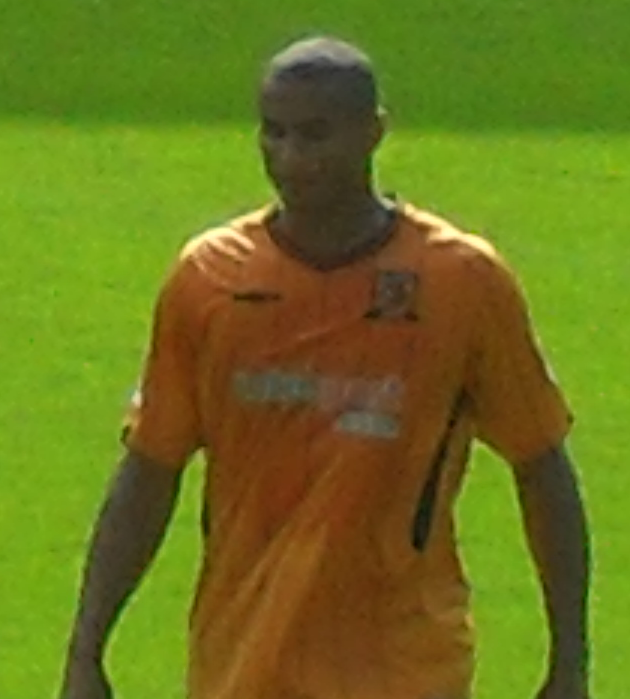
L'attaquant du RC Lens Daniel Cousin marque le but égalisateur contre Bordeaux lors de la sixième journée.

La journée suivante, Bordeaux se rend sur la pelouse du RC Lens, deuxième du classement avec autant de points que les Girondins. Durant la première demi-heure, c'est le FCGB qui ouvre le score par l'intermédiaire de Marouane Chamakh, qui a bien suivi une frappe de Vladimír Šmicer heurtant le poteau. La réaction des Lensois est très rapide, puisque deux minutes plus tard, alors qu'Ulrich Ramé vient de repousser une tête plongeante de Daniel Cousin, ce dernier récupère le ballon, crochette Kodjo Afanou puis marque d'un tir passant entre les jambes de Ramé. Le score en restera à un partout.
Pour le compte de la septième journée, le FCGB reçoit l'Olympique lyonnais, leader du championnat. La rencontre démarre très bien pour les Girondins, puisque dès la septième minute, Vladimír Šmicer marque d'une frappe du pied gauche qui vient mourir dans le petit filet de Grégory Coupet. Mais, vingt minutes après le retour des vestiaires, Sylvain Wiltord, à peine entré en jeu, égalise d'un tir des 15 mètres. La rencontre se terminera sur le score de 1-1. Dès la fin du match, de nombreuses critiques éclatent envers l'arbitre du match, Bruno Derrien, qui aurait favorisé Lyon en ne sanctionnant pas une main de Cris dans la surface, et deux de Tiago, également dans la surface lyonnaise. Plus tard, il avouera que « j'ai raté un penalty [...] et ensuite il y a deux mains involontaires de Tiago que je ne siffle pas » et déclarera que « je n'ai pas fait, il est vrai, le meilleur match de ma carrière ».
Contre le Stade rennais, le FCGB obtient son quatrième match nul d'affilée. Les Girondins avaient pourtant ouvert le score très tôt sur penalty grâce à Vladimír Šmicer. À la demi-heure de jeu, les Rennais égalisent par un but de Kim Källström sur corner. Puis, au retour des vestiaires, le club au scapulaire reprend l'avantage grâce à une tête de Marouane Chamakh qui lobe Andreas Isaksson. Mais neuf minutes plus tard, les Girondins vont concéder un coup franc qui va leur empêcher de gagner ce match. En effet, Olivier Monterrubio enroule sa frappe du pied gauche et place le ballon dans la lucarne droite de Ramé. Le score final de ce match est de deux partout.
Après cette série de matchs nuls, les Girondins se retrouvent à la sixième place du classement, cinq points derrière le leader, l'Olympique lyonnais. Les Gones réalisent un bon parcours avec 18 points sur 24 possibles, soient cinq victoires et trois matchs nuls.

#### Gain de la deuxième place - Journées 9 à 14
Pour le compte de la neuvième journée, Bordeaux reçoit l'AC Ajaccio. Durant cette rencontre, ce sont les Bordelais qui sont les plus réalistes en marquant le seul et unique but du match, à la 30e minute de jeu. Jemmali, après un relais avec Denílson, centre pour Jean-Claude Darcheville qui, laissé seul par la défense, reprend d'une tête qui finit dans les filets de Stéphane Porato. C'est son premier but de la saison.
La journée suivante, le FCGB affronte le FC Metz, actuel dernier du classement avec seulement quatre points en neuf matchs. Tout comme lors du dernier match, un seul but est marqué durant cette rencontre ; c'est Fernando qui permet à Bordeaux d'obtenir une deuxième victoire d'affilée au retour des vestiaires.
Le FC Sochaux-Montbéliard est, tout comme Metz, en course pour le maintien. La rencontre est d'abord dominée par les Sochaliens, qui ouvrent le score à la 29e minute par l'intermédiaire de Jérémy Ménez ; ce dernier, bien servi par Ilan, se présente seul face à Ramé et trompe ce dernier d'une pichenette du pied droit. Mais, alors que Bordeaux se dirige vers une première défaite depuis huit matchs, le club aquitain égalise en toute fin de match grâce à un exploit personnel d'Alejandro Alonso. Le score final est de 1-1.
Le FCGB enchaîne un deuxième match nul d'affilée lors de son déplacement au Stadium de Toulouse pour y affronter le Téfécé. À domicile, les Toulousains ouvrent le score juste avant la mi-temps grâce à une frappe croisée de Daniel Moreira. Au retour des vestiaires, les Girondins égalisent sur coup de pied arrêté : à la 58e minute de jeu, le coup franc de Juan-Pablo Francia finit sa course dans les filets de Christophe Revault. C'est le sixième score de parité des Girondins depuis le début de la saison.

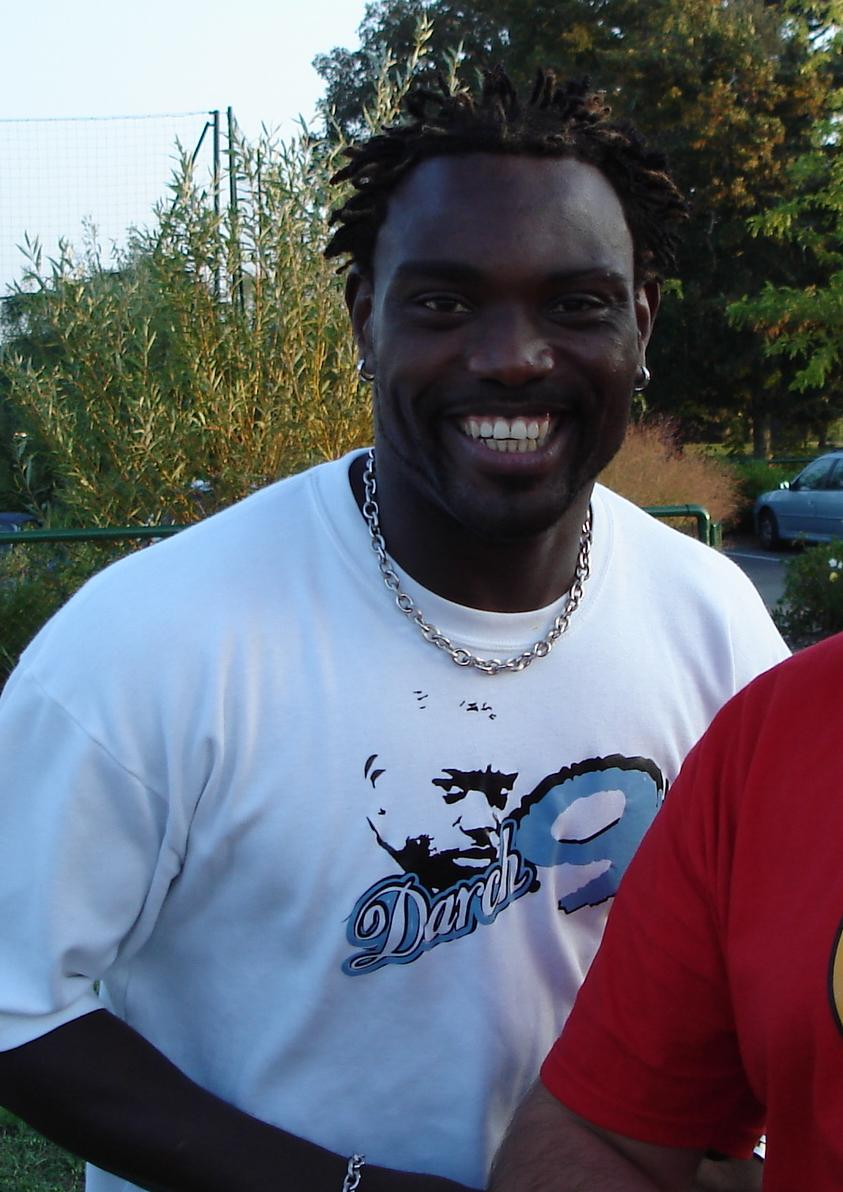
Les deux buts de Jean-Claude Darcheville contre l'ESTAC Troyes permettent au FCGB de prendre la deuxième place du classement.

Contre un promu, l'ESTAC Troyes, les Girondins renouent avec la victoire grâce à un doublé de Jean-Claude Darcheville. L'ouverture de score se fait dès le début du match. À la suite d'une ouverture de Lilian Laslandes, Darcheville élimine Blaise Kouassi, trompe Ronan Le Crom d'un crochet et marque dans le but vide. Peu de temps après le retour des vestiaires, le FCGB obtient un coup franc à l'entrée de la surface de réparation. Darcheville se charge de le tirer et sa frappe enroulée termine dans les filets troyens. Cette victoire permet aux Girondins de prendre la deuxième place du classement.
Le 5 novembre, le FCGB enchaîne une deuxième victoire d'affilée en battant l'OGC Nice sur le score de 1-0. Au retour des vestiaires, Julien Faubert déborde mais son centre est repoussé par un défenseur niçois. Lilian Laslandes, qui a bien suivi, frappe puissamment dans les buts de Damien Grégorini ; ce dernier ne peut que dévier le ballon dans les filets.
Au bout de quatorze journées, les Girondins, deuxièmes, se trouvent neuf points derrière le leader, l'Olympique lyonnais. Ces derniers n'ont obtenu que des victoires lors des six dernières journées.

#### Troisième avant la trêve - Journées 15 à 19
Lors de la quinzième journée de championnat, le Paris Saint-Germain passe devant les Girondins, profitant de sa victoire 2-0 sur le club girondin. Le club de la capitale trouve une première fois le chemin des filets sur un coup franc frappé par Jérôme Rothen et trouvant la tête de Mario Yepes. Au retour des vestiaires, le PSG double la mise grâce à une frappe de Pauleta aux vingt mètres. C'est la première défaite des Girondins depuis la troisième journée de championnat.

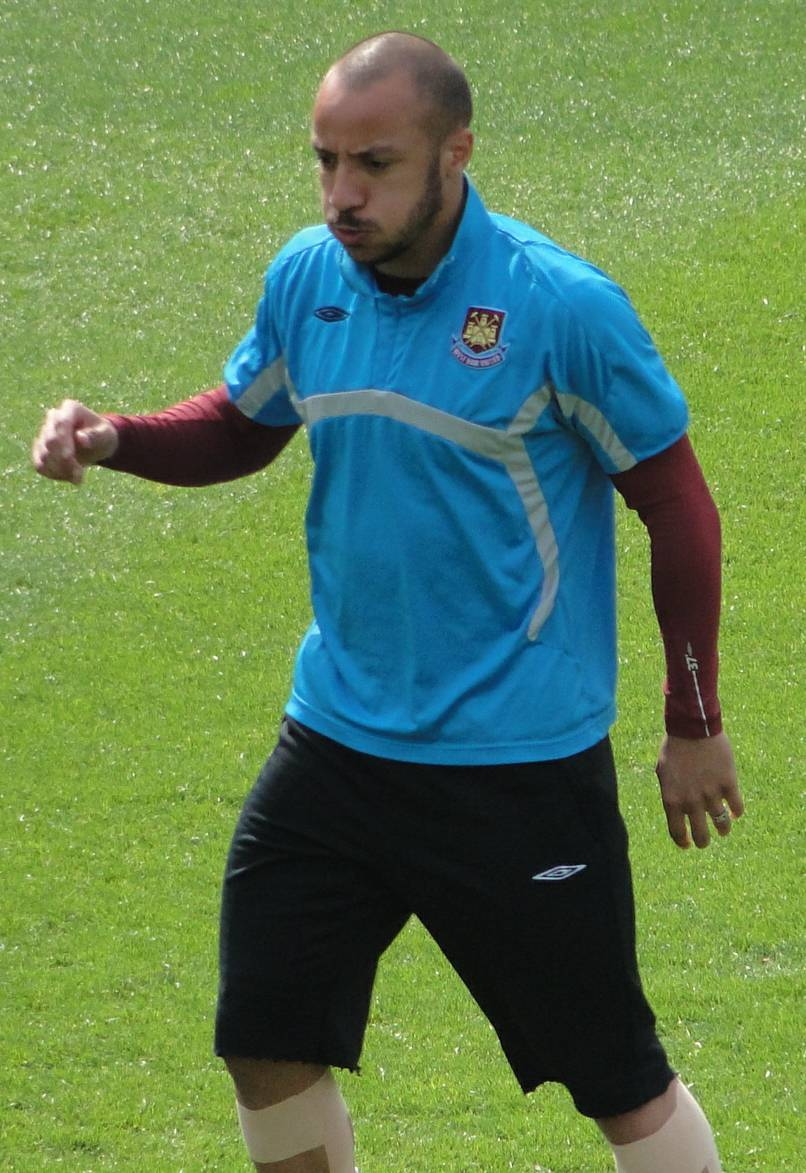
Face à l'ASSE, c'est Julien Faubert qui marque le but égalisateur.

Le déplacement sur le terrain de l'AS Saint-Étienne comptant pour la 16e journée de championnat voit un score de parité entre les deux clubs. C'est l'ASSE qui ouvre la marque dès la deuxième minute de jeu, sur une tête d'Hérita Ilunga à la suite d'un corner frappé par David Hellebuyck. En deuxième mi-temps, Julien Faubert permet aux Girondins d'égaliser sur une frappe des 20 mètres. Le score final est de un partout.
Le FCGB renoue avec la victoire lors de la réception du LOSC Lille Métropole. Le club nordiste tiendra jusqu'à la 81e minute et un but de Fernando Menegazzo d'une frappe puissante du pied droit.
Lors de la 18e journée, les Marine et Blanc se déplacent sur la pelouse du Mans. Dès la 22e minute de jeu, les Bordelais se retrouvent à dix contre onze à la suite de l'expulsion de Fernando. Puis, alors que la mi-temps approche, l'attaquant du Mans Ismaël Bangoura marque le seul but de la rencontre sur une reprise de volée à la suite d'un centre de Daisuke Matsui.
La 19e et dernière journée de la phase aller de Ligue 1 est l'occasion pour le club au scapulaire d'essayer de réduire l'écart qui le sépare de l'Olympique lyonnais. En effet, les Girondins ont treize points de retard sur l'OL avant cette journée.
Bordeaux reçoit le 17 décembre 2005 le FC Nantes, qui est à neuf points du FCGB et qui reste sur deux victoires, un match nul et deux défaites lors des cinq derniers matchs. Durant cette rencontre, aucune équipe n'arrivera à trouver le chemin des filets, et ce malgré l'expulsion du nantais Aurélien Capoue en toute fin du match.
| Rang | Équipe                | Pts | J  | G  | N  | P | Bp | Bc | Diff |
| ---- | --------------------- | --- | -- | -- | -- | - | -- | -- | ---- |
| 1    | Olympique lyonnais    | 44  | 19 | 13 | 5  | 1 | 30 | 13 | +17  |
| 2    | RC Lens               | 32  | 19 | 7  | 11 | 1 | 27 | 14 | +13  |
| 3    | Girondins de Bordeaux | 32  | 19 | 8  | 8  | 3 | 17 | 11 | +6   |
| 4    | AJ Auxerre            | 32  | 19 | 10 | 2  | 7 | 26 | 21 | +5   |
| 5    | AS Monaco FC          | 31  | 19 | 9  | 4  | 6 | 19 | 13 | +6   |

#### Une invincibilité décisive - Journées 20 à 27
La première rencontre de championnat du FCGB en 2006 est le déplacement le 4 janvier chez l'AS Nancy-Lorraine. Durant cette rencontre, aucune équipe ne réussit à trouver le chemin des filets.
Bordeaux accueille une semaine plus tard le club de l'AJ Auxerre pour le compte de la 21e journée. Pour le FCGB, l'objectif est de repasser à la deuxième place et donc devant Auxerre. Pour le club bourguignon, l'objectif est d'essayer de réduire l'écart avec l'Olympique lyonnais. Dans une rencontre fermée, la solution vient du coaching de Ricardo, qui décide en deuxième mi-temps de remplacer Edixon Perea et Denílson par Jean-Claude Darcheville et Alejandro Alonso. Un quart d'heure après leur entrée en jeu, les deux remplaçants permettent à Bordeaux d'ouvrir le score, le premier étant passeur pour le second. À la fin du match, Auxerre ne parvient pas à égaliser et doit s'incliner par un but à zéro. Grâce à cette victoire, les Bordelais repassent deuxièmes.

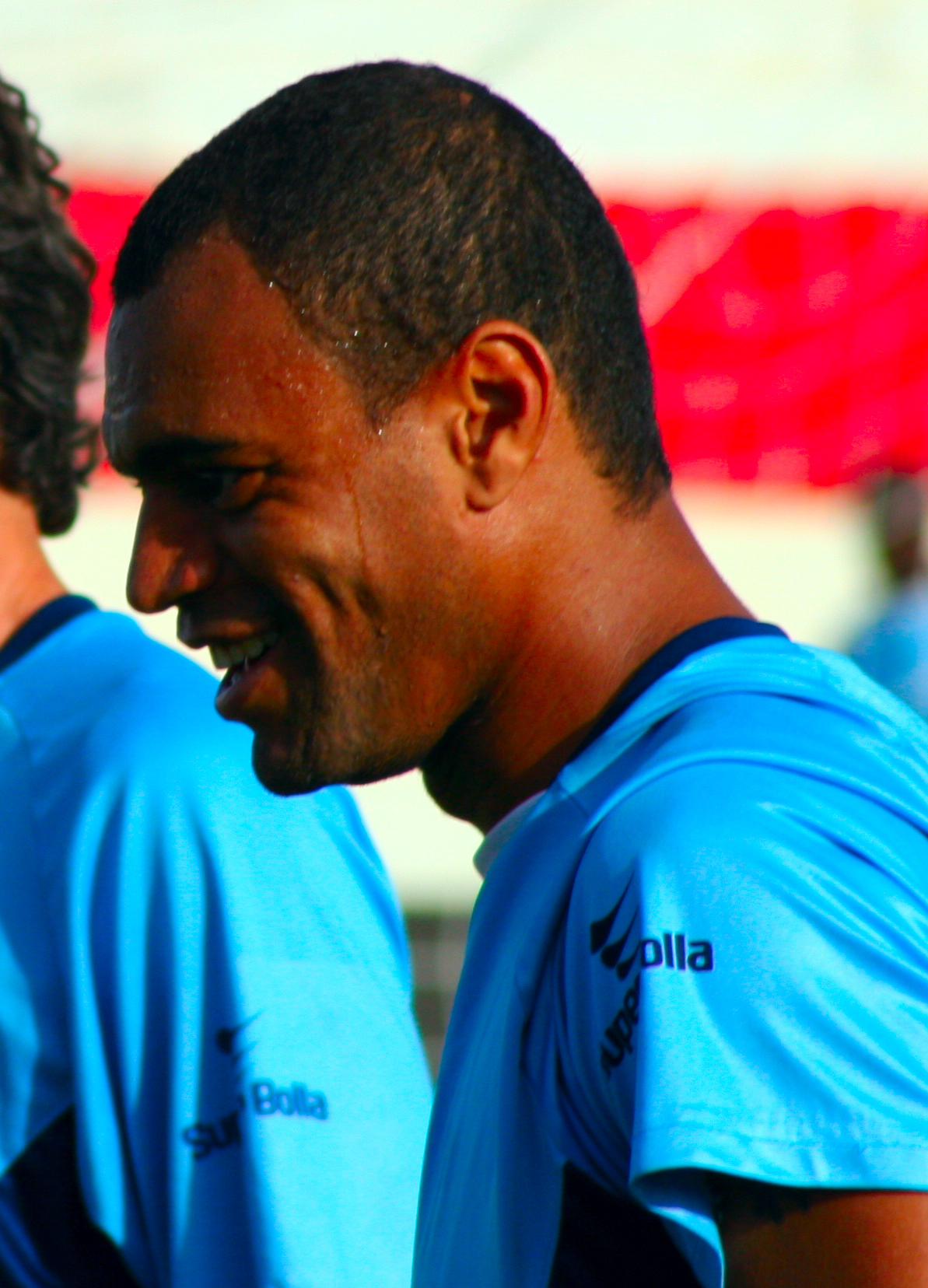
Denílson marque le seul but du match face à l'AS Monaco.

Lors du voyage dans la principauté de Monaco, les Girondins gagnent une nouvelle fois le match grâce au coaching de Ricardo. Face à l'AS Monaco, il décide de remplacer Vladimír Šmicer par Denílson à la 67e minute. Ce dernier marque trois minutes plus tard le seul but du match et permet au FCGB de s'imposer 1-0.
Lors de la 23e journée, les Girondins enchaînent une troisième victoire d'affilée face au RC Strasbourg. C'est le club alsacien qui ouvre le score en début de match sur un penalty d'Ulrich Le Pen. Mais dans une fin de première période animée, le FCGB parvient à égaliser sur une tête de Fernando. Juste avant la mi-temps, les Strasbourgeois se retrouvent à dix contre onze à la suite de l'expulsion d'Abou Moslem Farag. Malgré cette infériorité numérique, le Racing parvient à tenir mais craque en toute fin de match sur une frappe de Julien Faubert à la suite d'un coup franc.
La spirale positive des Girondins de Bordeaux continue lors de la réception du RC Lens. Face aux Nordistes, le FCGB s'impose sur la plus petite des marges par un but sur penalty de Lilian Laslandes à la 28e minute.
Pour le compte de la 25e journée de championnat, Bordeaux affronte le leader du championnat, l'Olympique lyonnais. Devant presque 40 000 spectateurs, aucune équipe n'arrive à trouver le chemin des filets. À la suite de ce match nul, les Girondins manquent une occasion d'aller titiller l'OL.
La semaine suivante, Bordeaux reçoit le Stade rennais, 14e du championnat à quatorze points des Girondins. Dans ce match, le FCGB renoue avec la victoire en gagnant par deux buts à zéro. Le premier but est marqué de la tête par Fernando Menegazzo, peu avant la mi-temps. En deuxième période, sur une contre-attaque bordelaise, David Jemmali place un ballon en retrait pour Vladimír Šmicer qui marque de l'intérieur du pied.
Le FCGB enchaîne une deuxième victoire de rang sur la pelouse de l'AC Ajaccio, en gagnant 2-0. À la demi-heure de jeu, c'est Marouane Chamakh qui ouvre le score du pied gauche à ras de terre. Puis, à la 58e minute, Denílson de Oliveira Araújo double la mise en réussissant à lober le gardien corse Stéphane Trévisan, et ce, malgré le retour d'Antônio Carlos sur sa ligne.
Cette série d'invincibilité permet aux Girondins de prendre la deuxième place du classement, huit points devant le LOSC Lille Métropole, troisième, et sept points derrière le leader du championnat, l'Olympique lyonnais.

#### Classement final et statistiques
Le FCGB termine le championnat à la seconde place avec 18 victoires, 15 matchs nuls et 5 défaites. Le club girondin est le deuxième en termes de victoires derrière l'Olympique lyonnais et le second au nombre de matchs nuls derrière le RC Lens. Au nombre de défaites, les Girondins sont presque les seuls à en avoir eu aussi peu. En effet, seul l'Olympique lyonnais (OL) en a eu moins, soit quatre. Une victoire rapportant trois points et un match nul un point, le FCGB totalise 69 points soit quinze de moins que le leader du championnat, l'OL. Les Bordelais possèdent la huitième attaque du championnat avec 43 buts marqués, la meilleure défense en encaissant que 25 buts, et la troisième différence de buts. Le FCGB est la cinquième formation à domicile (40 points) et la deuxième à l'extérieur (29 points). Sur les 38 journées du championnat, le FCGB apparaît 21 fois à la place de deuxième du championnat. Les Marine et Blanc figurent à la dix-septième place du classement du fair-play établi par la Ligue de football professionnel, avec 81 cartons jaunes et 3 cartons rouges.
Le FCGB est qualifié pour la phase de groupes de la Ligue des Champions 2006-2007 ainsi que l'OL, premier. Le LOSC Lille Métropole, troisième, participe aux barrages de la compétition pour tenter d'accéder à la phase de groupes. Le RC Lens, quatrième, le Paris Saint-Germain et l'AS Nancy-Lorraine, respectivement vainqueur de la coupe de France et vainqueur de la coupe de la Ligue, obtiennent leur qualification pour le premier tour de la Coupe UEFA 2006-2007. L'OM et l'AJ Auxerre, respectivement cinquième et sixième, se qualifient pour le troisième tour de la Coupe Intertoto 2006. Gagner ce troisième tour signifierait une qualification pour le deuxième tour préliminaire de la Coupe UEFA 2006-2007. Les trois clubs relégués en Ligue 2 2006-2007 sont l'AC Ajaccio, le RC Strasbourg et le FC Metz.
| Rang | Équipe    | Pts | J  | G  | N  | P  | Bp | Bc | Diff |
| --- | --------- | --- | -- | -- | -- | -- | -- | -- | ---- |
| 1 | Lyon      | 84  | 38 | 25 | 9  | 4  | 73 | 31 | +42  |
| 2 | Bordeaux  | 69  | 38 | 18 | 15 | 5  | 43 | 25 | +18  |
| 3 | Lille     | 62  | 38 | 16 | 14 | 8  | 56 | 31 | +25  |
| 4 | Lens      | 60  | 38 | 14 | 18 | 6  | 48 | 34 | +14  |
| 5 | Marseille | 60  | 38 | 16 | 12 | 10 | 44 | 35 | +9   |
| 6 | Auxerre   | 59  | 38 | 17 | 8  | 13 | 50 | 39 | +11  |
| 7 | Rennes    | 59  | 38 | 18 | 5  | 15 | 48 | 49 | -1   |
| - 1er et 2e : phase de groupes de la Ligue des Champions 2006-2007 - 3e : 3e tour préliminaire de la Ligue des Champions 2006-2007 - 4e et vainqueurs des coupes : 1er tour de la Coupe UEFA 2006-2007 - 5e et 6e : 3e tour de la Coupe Intertoto 2006 |           |     |    |    |    |    |    |    |      |

### Coupe de France
La coupe de France 2005-2006 est la 89e édition de la coupe de France, une compétition à élimination directe mettant aux prises les clubs de football amateurs et professionnels à travers la France métropolitaine et les DOM-ROM. Elle est organisée par la FFF et ses ligues régionales.

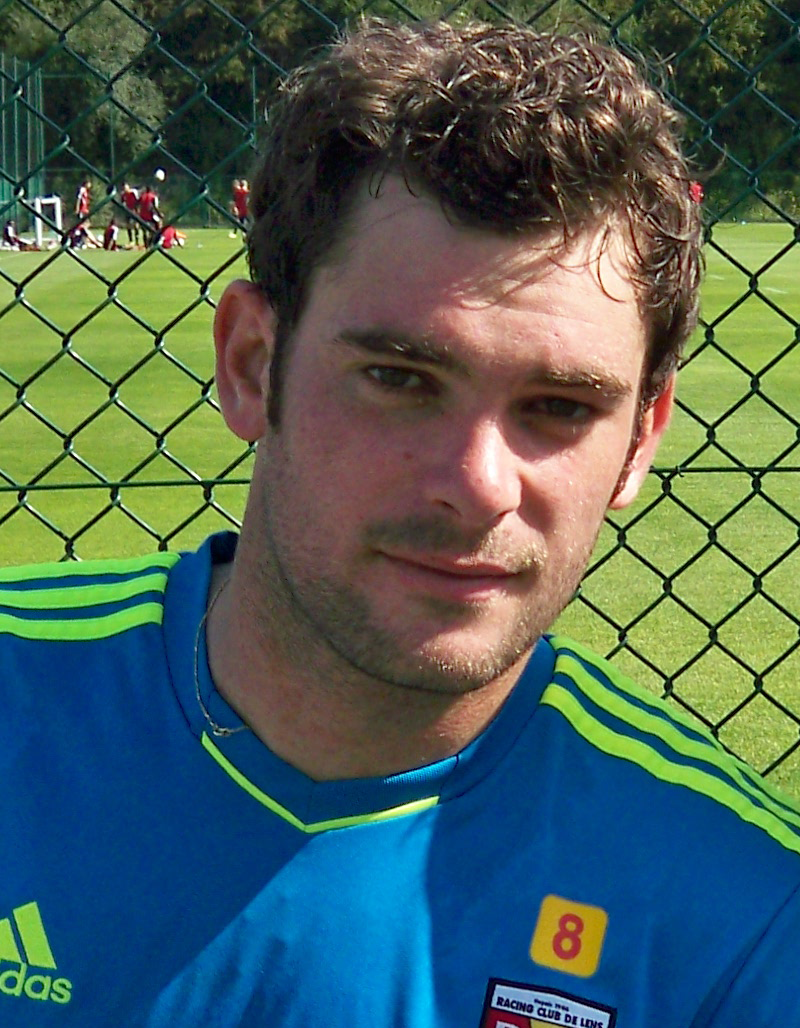
Pierre Ducasse connaît l'une de ses premières titularisations contre l'ES Wasquehal.

En trente-deuxièmes de finale de la coupe de France, les Girondins se rendent chez les amateurs de l'ES Wasquehal, relégués de National. Ricardo aligne une équipe mixte, composée de joueurs titulaires, d'autres moins souvent titulaires (comme Edixon Perea) et d'autres rarement titulaires (comme Pierre Ducasse ou le gardien de but Frédéric Roux). Ce coaching s'avère payant puisque le club dispose facilement des locaux et obtient sa qualification à la suite de sa victoire trois buts à un.
Au tour suivant, Bordeaux hérite de l'Entente Sannois Saint-Gratien, club de CFA. Le FCGB débute mal la rencontre, avec un but de l'ancien bordelais Erwan Quintin. Mais en deuxième période, le portugais Beto, pour sa première titularisation, va inscrire deux buts qui vont crucifier l'ESSG.
En huitièmes de finale, Bordeaux se déplace sur le terrain du Montpellier HSC, pensionnaire de Ligue 2. Le seul but de la rencontre est à l'avantage de Montpellier : à la suite d'un tir de Jérôme Lafourcade repoussé par le poteau, Hervé Bugnet reprend et marque contre son club formateur. Rien ne s'arrangera lorsqu'à la 74e minute, Henrique reçoit un carton rouge. Le score en restera à 1-0 pour Montpellier.

### Coupe de la Ligue
La Coupe de la Ligue 2005-2006 est la 12e édition de la Coupe de la Ligue, compétition à élimination directe organisée par la Ligue de football professionnel (LFP) depuis 1994, qui rassemble uniquement les clubs professionnels de Ligue 1, Ligue 2 et National.
En terminant quatorzième du dernier championnat, Bordeaux ne fait pas partie des têtes de série et doit commencer la compétition au stade des 16es de finale. Le FCGB reçoit l'Olympique de Marseille dans un stade Chaban-Delmas aux trois quarts plein. Alors que les deux équipes se dirigent tout droit vers les prolongations, à la 85e minute, et à la suite d'un centre de Bruno Cheyrou, Abdoulaye Meïté trompe son propre gardien Fabien Barthez sous la pression de Marouane Chamakh.
En huitièmes de finale, les Girondins reçoivent le FC Nantes, alors en pleine crise. La domination bordelaise en première mi-temps est récompensée par deux buts d'Edixon Perea et de Lilian Laslandes aux 22e et 38e minutes de jeu. Au retour des vestiaires, l'espoir renaît chez les Nantais grâce à un penalty transformé par Mamadou Diallo, mais dans les toutes dernières secondes du match, Jean-Claude Darcheville part en contre-attaque et adresse le ballon à Lilian Laslandes, dont la frappa du pied droit trompe Landreau.

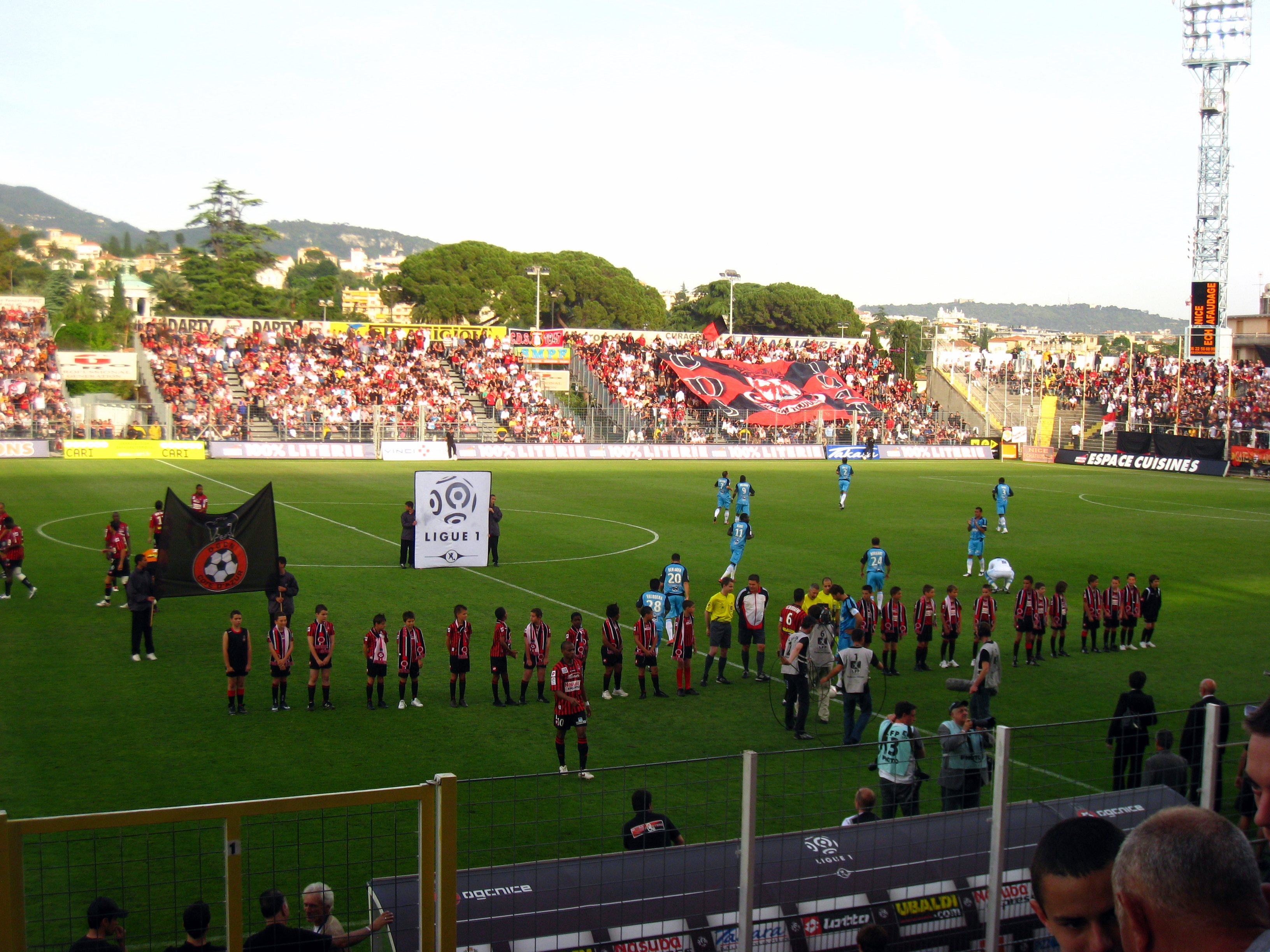
Le stade du Ray voit la défaite du FCGB en quarts de finale.

Pour les quarts de finale, Bordeaux se rend au stade du Ray, antre de l'OGC Nice. À la 45e minute, alors que les deux équipes vont se diriger vers les vestiaires sur un score de parité, Henrique accroche Mamadou Bagayoko dans la surface de réparation bordelaise. L'arbitre siffle penalty, qui est transformé par David Bellion. Au retour des vestiaires, les Bordelais passent à l'attaque et à la 54e minute, Laslandes, excentré sur la droite, fait une passe en retrait à Vladimír Šmicer qui élimine trois défenseurs niçois avant de tromper Hugo Lloris sur une frappe de l'intérieur du pied droit. À la fin des 90 minutes, le score est toujours de un partout, synonyme de prolongations. À la 110e minute de jeu, le centre de Sébastien Roudet est repris au second poteau par Florent Balmont, qui trompe Ulrich Ramé. Les Girondins sont éliminés sur le score de 2-1.
Nice bat ensuite l'AS Monaco FC avant de s'incliner en finale de la compétition face à l'AS Nancy-Lorraine sur le score de 2-1.

## Joueurs et encadrement technique

### Encadrement technique

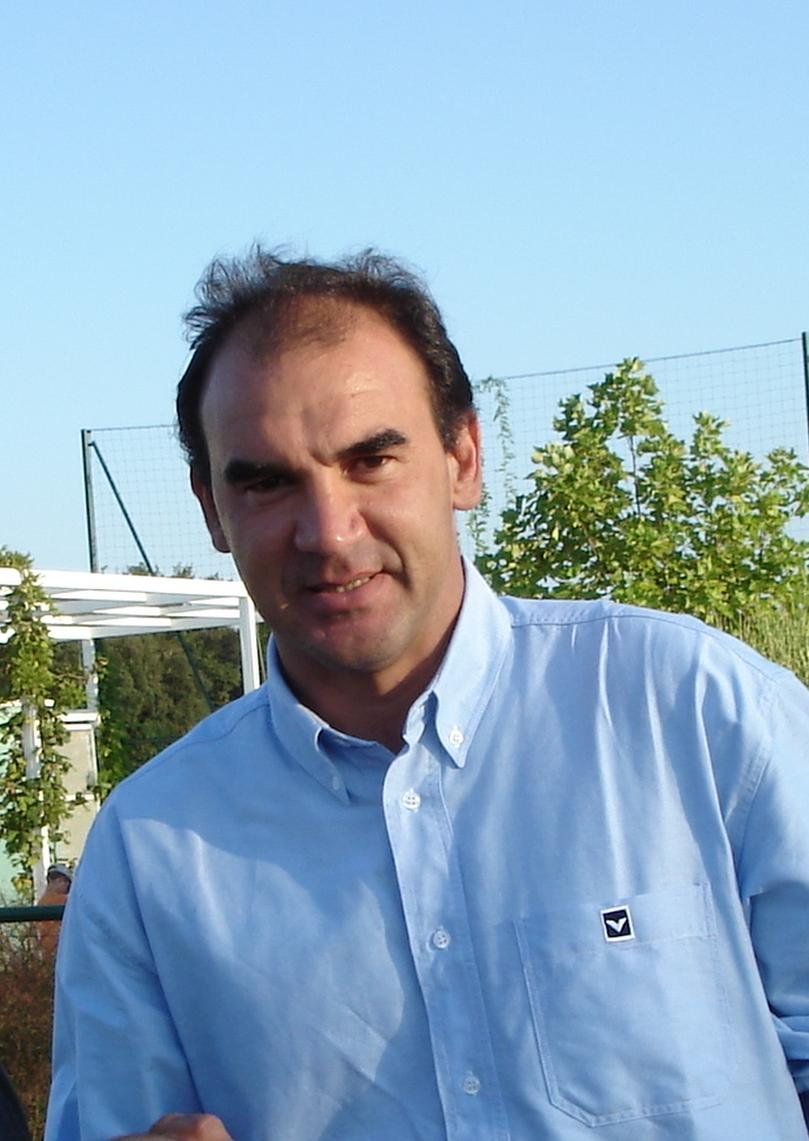
Au poste d'entraîneur, Ricardo prend la place d'Éric Bedouet.

L'équipe est entraînée par le Brésilien Ricardo. Entraîneur de 41 ans, il entraîne le club pour la première fois. Durant sa carrière, il n'est jamais passé par les Girondins, mais a déjà fait un détour en France : il joue au Paris Saint-Germain de 1991 à 1995 puis entraîne le club de la capitale de 1996 à 1998. Il entraînera ensuite plusieurs clubs brésiliens de 1999 à 2004, et arrivera à Bordeaux en 2005. Il succède ainsi à Éric Bedouet, qui avait remplacé en mai 2005 l'ancien entraîneur Michel Pavon à la suite de ses problèmes de santé. Pour cette saison, Ricardo est assisté par Patrick Colleter. Éric Bedouet, quant à lui, est le préparateur physique de l'équipe. Toutefois, Ricardo et Colleter n'ayant pas les diplômes d'entraîneur nécessaires pour diriger en Ligue 1, c'est Bedouet qui est officiellement l'entraîneur des Girondins de Bordeaux.
Ricardo et Patrick Colleter se sont connus au Paris Saint-Germain, où ils évoluaient ensemble de 1991 à 1995. Resté une année de plus au PSG que son compère, Colleter passe ensuite une saison à Bordeaux, puis deux autres à l'Olympique de Marseille. La saison suivante, il passe par le Southampton FC et termine sa carrière en France, à l'AS Cannes.
Il retrouve Ricardo chez les Girondins, en 2005, où il est au poste d'entraîneur adjoint.
Éric Bedouet est le préparateur physique de l'équipe depuis 1998. Il a fait sa carrière de footballeur exclusivement en France. À la fin de sa carrière de joueur, en 1993, il devient entraîneur du centre de formation du Stade lavallois, et ce jusqu'en 1998, date de son entrée dans le staff des Girondins.
Dominique Dropsy est l'entraîneur des gardiens depuis l'ère Gernot Rohr. Après être passé par l'US Valenciennes Anzin puis par le RC Strasbourg, il signe chez les Girondins en 1984 et y reste jusqu'à la fin de sa carrière, en 1990. Avec les Girondins, il a gagné deux championnats de France et deux coupes de France. Depuis cette date, il fait partie du staff de Bordeaux au poste d'entraîneur des gardiens.

### Effectif professionnel

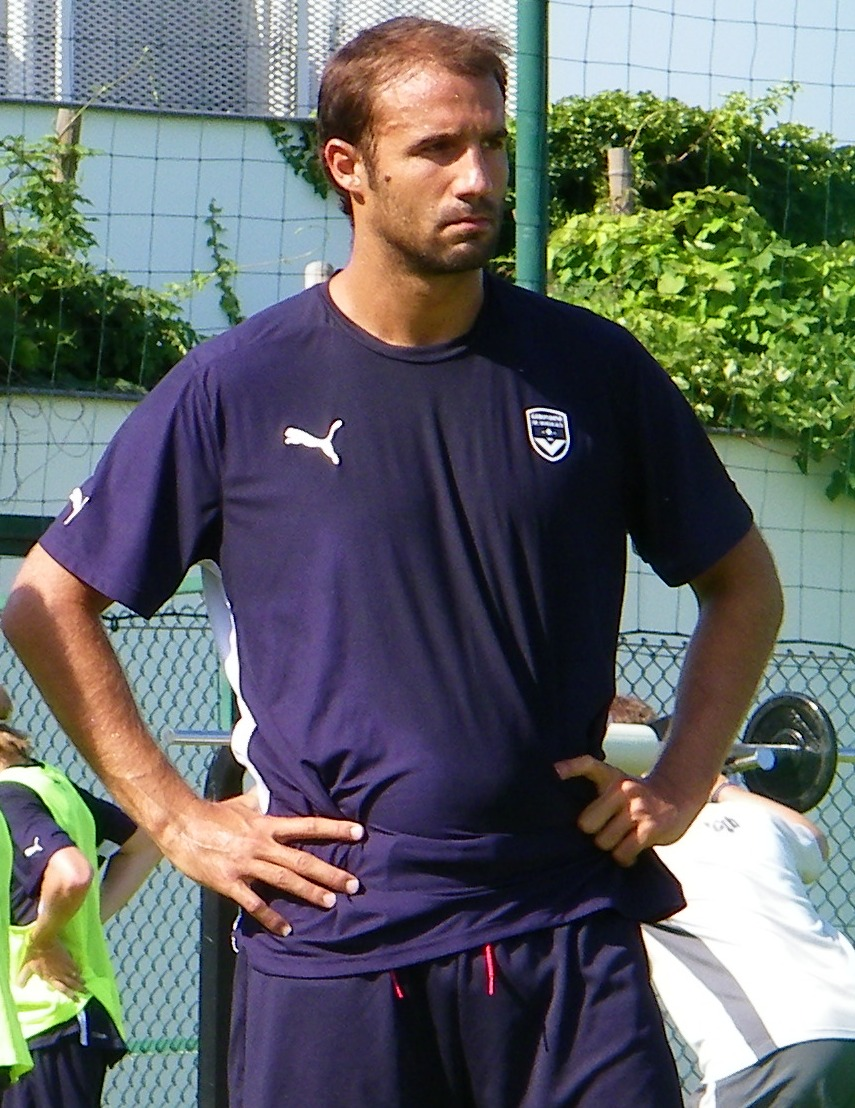
Marc Planus est l'un des seuls joueurs à être issu de la métropole bordelaise.

Dans l'effectif de la saison 2005-2006, peu de joueurs sont issus de Bordeaux et ses alentours. Certains sont régulièrement utilisés par Ricardo comme Marc Planus, défenseur central né à Bordeaux et formé au club, et Lilian Laslandes, attaquant né à Pauillac et au club depuis 2004 après y être déjà passé de 1997 à 2001. D'autres joueurs sont rarement utilisés, comme Florian Marange, défenseur né à Talence et formé au club, et Pierre Ducasse, milieu défensif né à Bordeaux et également formé au club.
Marouane Chamakh est le seul autre joueur issu de la région Aquitaine. Attaquant né à Tonneins en Lot-et-Garonne et formé au club, il est souvent utilisé par Ricardo.
Le portier du FCGB est Ulrich Ramé, au club depuis 1997. Gardien de but expérimenté et champion de France avec les Girondins en 1999, il possède également un palmarès international avec les Bleus. En 1999 et en 2002, il a reçu le trophée UNFP du meilleur gardien de but de Division 1.
D'autres joueurs de l'effectif sont chevronnés dans leur domaine respectif, comme le défenseur Beto ou le milieu offensif Vladimír Šmicer.

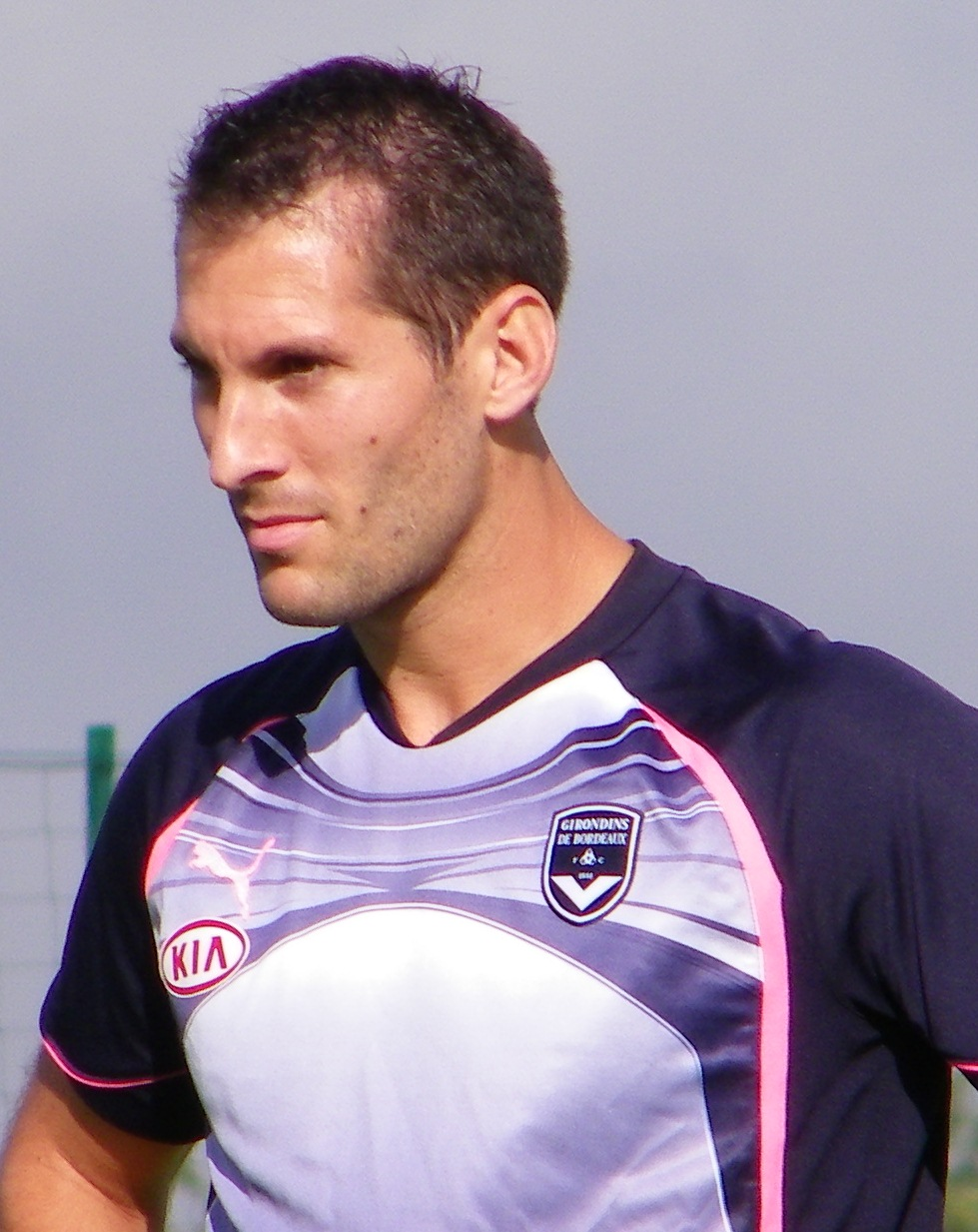
Florian Marange fait partie des plus jeunes joueurs de l'équipe.

Parmi les plus jeunes joueurs de l'effectif, on retrouve le milieu de 18 ans Pierre Ducasse. Formé au club, c'est la première saison où il figure dans le groupe professionnel. Il participe à l'épopée la sélection française lors de l'Euro des moins de 17 ans 2004. Quelques mois plus tard, il connaît ses premières minutes de jeu avec les Girondins. Le franco-congolais Ted Lavie, âgé de 19 ans, devient professionnel avec Bordeaux en 2003. Lors de la saison 2005-2006, il ne convainc pas le staff bordelais et ne joue que quatre matchs toutes compétitions confondues. Parmi les jeunes joueurs de l'effectif, on retrouve également Madimoussa Traoré, âgé de 19 ans. C'est sa première saison dans le groupe professionnel des Girondins, où il ne joue qu'un seul match.
Marc Planus et Kodjo Afanou constituent la défense centrale. Afanou rejoint le FCGB en 1995 et ne le quitte jamais, sauf lors de la saison 2003-2004 et un court passage au Al Ain Club. Il est peu titulaire durant la saison 2004-2005, mais profite du départ de Michális Kapsís en 2005 pour prendre place dans l'équipe type. Lors de son départ au mercato hivernal, il est remplacé par Henrique au poste de défenseur central. Henrique a été recruté au CR Flamengo en 2005. Très rarement utilisé en première partie de saison, il profite du départ de Kodjo Afanou au mercato hivernal pour prendre une place de titulaire aux côtés de Marc Planus.
Par ailleurs, le FCGB a prêté deux de ses joueurs durant la saison. Le milieu de terrain Renaud Cohade est prêté au FC Sète, et le défenseur né à Talence Gérald Cid est prêté au FC Istres.

### Statistiques collectives
| Compétition       | Débute au tour | Termine          | Matches joués | Gagnés | Nuls | Perdus | Buts pour | Buts contre | Différence |
| ----------------- | -------------- | ---------------- | ------------- | ------ | ---- | ------ | --------- | ----------- | ---------- |
| Ligue 1           | -              | 2e               | 38            | 18     | 15   | 5      | 43        | 25          | +18        |
| Coupe de France   | 32es de finale | 8es de finale    | 3             | 2      | 0    | 1      | 5         | 3           | +2         |
| Coupe de la Ligue | 16es de finale | Quarts de finale | 3             | 2      | 0    | 1      | 5         | 4           | +1         |
| Total             | -              | -                | 44            | 22     | 15   | 7      | 53        | 32          | +21        |

### Statistiques individuelles
Le joueur le plus utilisé de l'effectif est le milieu français Rio Mavuba qui participe à 42 des 44 rencontres officielles de la saison. Le deuxième joueur le plus sollicité est le gardien de but Ulrich Ramé qui totalise 3 472 minutes de jeu en 39 matchs. L'attaquant Jean-Claude Darcheville participe à 40 rencontres mais ne joue que 2 815 minutes, et le milieu de terrain Julien Faubert joue 39 matchs mais ne passe que 3 054 minutes sur les terrains.
Le joueur le plus prolifique en termes de buts est Jean-Claude Darcheville qui en inscrit 8. C'est le vingtième buteur de la Ligue 1 à égalité avec John Carew, Thomas Kahlenberg et Kim Källström, respectivement joueurs de l'Olympique lyonnais, de l'AJ Auxerre et du Stade rennais FC. Ayant joué 2 815 minutes sur la saison, Darcheville atteint la moyenne d'un but marqué toutes les 352 minutes. Il est suivi du marocain Marouane Chamakh, qui a marqué 7 buts, et de Julien Faubert et Fernando, auteurs de 5 réalisations chacun.
Darcheville est également le meilleur passeur du club avec 8 passes. En championnat, il a délivré 7 passes décisives ; sa huitième passe a eu lieu en Coupe de la Ligue face à Nantes.
Seuls trois joueurs bordelais ont été expulsés lors de la saison. Lors de la 16e journée, Darcheville écope d'un carton rouge en toute fin de match, puis, deux journées plus tard, c'est Fernando qui est exclu à la 22e minute de jeu. Le dernier carton rouge a été reçu par Marouane Chamakh lors de la 28e journée.

### Joueurs en sélection nationale

#### Équipe de France
Un seul joueur de l'effectif est sélectionné en équipe de France : il s'agit de Franck Jurietti. Il ne participe qu'à un seul match face à la Chypre le 12 octobre 2005, où il rentre à la 90e minute. Durant cette rencontre, il obtient le record de la plus courte carrière internationale : en effet, quelques secondes après que Jurietti soit rentré, l'arbitre siffla la fin du match.

#### Sélections étrangères
Vladimír Šmicer, international tchèque, participe aux éliminatoires de la Coupe du monde 2006, ainsi qu'à un match amical. Ce dernier est perdu par la Národní tým 2 buts à 1 face à la Suède. Lors du match aller des barrages qualificatifs pour la Coupe du monde face à la Norvège, Šmicer inscrit le but de la victoire. C'est son seul but de la saison en sélection et le dernier de sa carrière internationale.
L'autre international de l'équipe, Marouane Chamakh, participe tout comme Šmicer à des matchs amicaux et aux éliminatoires de la Coupe du monde, mais aussi à la Coupe d'Afrique des nations 2006. Durant cette saison, il marque trois buts avec les Lions de l'Atlas : le premier contre la Tunisie lors des éliminatoires de la Coupe du monde, et les deux autres lors de deux matchs amicaux, contre la République démocratique du Congo et contre l'Angola. Lors de la CAN, la sélection marocaine se fait éliminer dès le premier tour de la compétition sans avoir marqué un seul but.

## Aspects juridiques et économiques

### Sponsors et équipementier
Lors de la saison 2005-2006, l'équipementier du club est l'Allemand Puma pour la deuxième année consécutive. De nombreux équipementiers se sont succédé dans le club au scapulaire, dont notamment Le coq sportif dans les années 1970, ou Adidas entre 2000 et 2004.
Les premiers sponsors apparaissent sur les maillots bordelais dans les années 1970, alors que le club termine souvent en milieu de tableau, et lutte parfois pour le maintien en Division 1. Les marques Merlin Aquitaine puis Malardeau dans les années 1980 en deviennent les pionniers. Ce dernier est le sponsor le plus fidèle qu'est connu le FCGB depuis sa création, avec 6 ans d'apparition sur le maillot des Marine et Blanc, ex-aequo avec le constructeur automobile Opel.
Pour la saison 2005-2006, c'est la marque Motorola qui est présent sur le maillot des Girondins. Le logo de l'entreprise spécialisée dans l'électronique et les télécommunications y est apparu en même temps que Puma. Sur le short et au dos du maillot apparaît pour la première fois la société Cdiscount, basée à Bordeaux. En coupe de la Ligue, les sponsors sont Bouygues Telecom et Point P, et en coupe de France, ce sont SFR, Pitch du groupe Pasquier et TF1 qui apparaissent sur le maillot girondin.

## Détail des matchs

### Ligue 1
| Date              | Journée | Adversaire             | Lieu | Résultat | Buteurs pour les Girondins                | Points | Place | Affluence |
| ----------------- | ------- | ---------------------- | ---- | -------- | ----------------------------------------- | ------ | ----- | --------- |
| 30 juillet 2005   | J1      | Olympique de Marseille | Ext. | 0 - 2    | Faubert 16e, Ducasse 87e                  | 3      | 2e    | 50 041    |
| 6 août 2005       | J2      | AS Nancy-Lorraine      | Dom. | 1 - 0    | Chamakh 6e                                | 6      | 3e    | 24 846    |
| 18 août 2005      | J3      | AJ Auxerre             | Ext. | 1 - 0    |                                           | 6      | 5e    | 13 608    |
| 20 août 2005      | J4      | AS Monaco              | Dom. | 1 - 0    | Cheyrou 58e                               | 9      | 4e    | 30 663    |
| 27 août 2005      | J5      | RC Strasbourg          | Ext. | 0 - 0    |                                           | 10     | 4e    | 20 343    |
| 11 septembre 2005 | J6      | RC Lens                | Ext. | 1 - 1    | Chamakh 28e                               | 11     | 5e    | 32 529    |
| 17 septembre 2005 | J7      | Olympique lyonnais     | Dom. | 1 - 1    | Šmicer 7e                                 | 12     | 7e    | 32 020    |
| 21 septembre 2005 | J8      | Stade rennais          | Ext. | 2 - 2    | Šmicer 4e (pen.), Chamakh 51e             | 13     | 6e    | 24 661    |
| 24 septembre 2005 | J9      | AC Ajaccio             | Dom. | 1 - 0    | Darcheville 30e                           | 16     | 3e    | 19 400    |
| 1er octobre 2005  | J10     | FC Metz                | Ext. | 0 - 1    | Fernando 46e                              | 19     | 3e    | 15 263    |
| 15 octobre 2005   | J11     | FC Sochaux-Montbéliard | Dom. | 1 - 1    | Alonso 89e                                | 20     | 3e    | 21 895    |
| 22 octobre 2005   | J12     | Toulouse FC            | Ext. | 1 - 1    | Francia 57e                               | 21     | 3e    | 25 468    |
| 29 octobre 2005   | J13     | ESTAC Troyes           | Dom. | 2 - 0    | Darcheville 7e 55e                        | 24     | 2e    | 19 581    |
| 5 novembre 2005   | J14     | OGC Nice               | Ext. | 0 - 1    | Laslandes 47e                             | 27     | 2e    | 11 385    |
| 20 novembre 2005  | J15     | Paris Saint-Germain    | Dom. | 0 - 2    |                                           | 27     | 3e    | 32 204    |
| 27 novembre 2005  | J16     | AS Saint-Étienne       | Ext. | 1 - 1    | Faubert 75e                               | 28     | 3e    | 34 089    |
| 3 décembre 2005   | J17     | LOSC Lille             | Dom. | 1 - 0    | Fernando 81e                              | 31     | 3e    | 19 242    |
| 10 décembre 2005  | J18     | Le Mans UC 72          | Ext. | 1 - 0    |                                           | 31     | 3e    | 12 530    |
| 17 décembre 2005  | J19     | FC Nantes              | Dom. | 0 - 0    |                                           | 32     | 3e    | 21 606    |
| 4 janvier 2006    | J20     | AS Nancy-Lorraine      | Ext. | 0 - 0    |                                           | 33     | 6e    | 15 623    |
| 11 janvier 2006   | J21     | AJ Auxerre             | Dom. | 1 - 0    | Alonso 87e                                | 36     | 2e    | 17 918    |
| 14 janvier 2006   | J22     | AS Monaco              | Ext. | 0 - 1    | Denilson 70e                              | 39     | 2e    | 11 496    |
| 21 janvier 2006   | J23     | RC Strasbourg          | Dom. | 2 - 1    | Fernando 37e, Faubert 90e                 | 42     | 2e    | 18 145    |
| 28 janvier 2006   | J24     | RC Lens                | Dom. | 1 - 0    | Laslandes 28e (pen.)                      | 45     | 2e    | 21 575    |
| 5 février 2006    | J25     | Olympique lyonnais     | Ext. | 0 - 0    |                                           | 46     | 2e    | 39 354    |
| 11 février 2006   | J26     | Stade rennais          | Dom. | 2 - 0    | Fernando 39e, Šmicer 67e                  | 49     | 2e    | 20 133    |
| 18 février 2006   | J27     | AC Ajaccio             | Ext. | 0 - 2    | Chamakh 31e, Denilson 58e                 | 52     | 2e    | 3 449     |
| 25 février 2006   | J28     | FC Metz                | Dom. | 3 - 3    | Chamakh 17e 18e, Alonso 69e               | 53     | 2e    | 22 461    |
| 4 mars 2006       | J29     | FC Sochaux-Montbéliard | Ext. | Reporté  |                                           | 53     | 2e    |           |
| 11 mars 2006      | J30     | Toulouse FC            | Dom. | 2 - 0    | Henrique 62e, Douchez 84e (csc)           | 56     | 2e    | 24 110    |
| 18 mars 2006      | J31     | ESTAC Troyes           | Ext. | 1 - 1    | Darcheville 31e                           | 57     | 2e    | 11 524    |
| 26 mars 2006      | J32     | OGC Nice               | Dom. | 1 - 0    | Denilson 1re                              | 60     | 2e    | 22 533    |
| 2 avril 2006      | J33     | Paris Saint-Germain    | Ext. | 3 - 1    | Perea 22e                                 | 60     | 2e    | 41 913    |
| 8 avril 2006      | J34     | AS Saint-Étienne       | Dom. | 0 - 0    |                                           | 61     | 2e    | 32 222    |
| 15 avril 2006     | J35     | LOSC Lille             | Ext. | 3 - 2    | Darcheville 16e (pen.), Faubert 62e       | 61     | 2e    | 13 053    |
| 23 avril 2006     | J29     | FC Sochaux-Montbéliard | Ext. | 0 - 3    | Faubert 19e, Jemmali 26e, Darcheville 55e | 64     | 2e    | 15 057    |
| 30 avril 2006     | J36     | Le Mans UC 72          | Dom. | 2 - 2    | Chamakh 40e (pen.), Darcheville 53e       | 65     | 2e    | 27 374    |
| 6 mai 2006        | J37     | FC Nantes              | Ext. | 0 - 1    | Darcheville 79e                           | 68     | 2e    | 34 548    |
| 13 mai 2006       | J38     | Olympique de Marseille | Dom. | 1 - 1    | Fernando 88e                              | 69     | 2e    | 32 765    |

### Coupe de France
| Date            | Tour          | Adversaire      | Lieu | Résultat | Buteurs pour les Girondins           | Affluence |
| --------------- | ------------- | --------------- | ---- | -------- | ------------------------------------ | --------- |
| 7 janvier 2006  | 32e de finale | ES Wasquehal    | Ext. | 1 - 3    | Perea 42e, Francia 69e, Planus 90+2e | 3 084     |
| 31 janvier 2006 | 16e de finale | Entente SSG     | Dom. | 2 - 1    | Beto 64e 84e                         | 7 231     |
| 22 mars 2006    | 8e de finale  | Montpellier HSC | Ext. | 1 - 0    |                                      | 9 537     |

### Coupe de la Ligue
| Date             | Tour             | Adversaire             | Lieu | Résultat | Buteurs pour les Girondins   | Affluence |
| ---------------- | ---------------- | ---------------------- | ---- | -------- | ---------------------------- | --------- |
| 26 octobre 2005  | 16e de finale    | Olympique de Marseille | Dom. | 1 - 0    | Meite 85e (csc)              | 26 614    |
| 20 décembre 2005 | 8e de finale     | FC Nantes              | Dom. | 3 - 1    | Perea 22e, Laslandes 38e 90e | 14 955    |
| 17 janvier 2006  | Quarts de finale | OGC Nice               | Ext. | 2 - 1    | Šmicer 54e                   | 7 924     |